# Sakura: Hanagasumi
Singles de Mika Nakashima
Eien no Uta
(2007) I Don't Know
(2008)
Sakura ~Hanagasumi~ est le 25e single de Mika Nakashima sorti sous le label Sony Music Associated Records le 12 mars 2008 au Japon. Il atteint la 12e place du classement de l'Oricon et il reste six semaines dans le classement pour un total de 24 297 exemplaires vendus[réf. nécessaire].
Sakura ~Hanagasumi~ a été utilisé pour une campagne publicitaire pour des caméras. Confusion a été utilisé pour une campagne publicitaire pour Kanebo Kate. Les deux chansons se trouvent sur l'album Voice ; Confusion se trouve également sur la compilation No More Rules.

## Liste des titres
| 1. | Sakura ~Hanagasumi~ (花霞)                | Mona, Hiroki Nagase          | Hiroki Nagase      | 4:35 |
| 2. | Sakura ~Hanagasumi~ (Daishi Dance) (花霞) | Mona, Hiroki Nagase          | Hiroki Nagase      | 6:11 |
| 3. | Confusion                                 | Mika Nakashima, Masato Odake | Tomokazu Matsuzawa | 3:32 |
| 4. | Sakura ~Hanagasumi~ (Instrumental) (花霞) | Mona, Hiroki Nagase          | Hiroki Nagase      | 4:35 |
| 5. | Confusion (Instrumental)                  | Mika Nakashima, Masato Odake | Tomokazu Matsuzawa | 3:29 |